# Сольский, Станислав
Станислав Сольский (21 сентября 1622, Калиш — 9 августа 1701, Краков) — польский математик и архитектор, иезуит.
Шляхтич герба Порай. В 1638 году вступил в орден иезуитов, изучал философию в Калише, затем богословие в Познани. В 1652—1653 годах преподавал поэтику в Кросно, с 1653 по 1654 год — поэтику и риторику в Каменце-Подольском. Вызвался принять участие в миссии в Индию. Однако не получил разрешения. В 1654 году отправился в Османскую империю.
Капеллан короля Яна III Собеского. До 1661 года служил капелланом для польских и русинских заключённых в турецком плену, где выучил турецкий язык. Вернувшись на родину с выкупленными пленниками, год работал прокурором в польской провинции.
В 1670 году переехал в Краков, где служил архитектором у епископа Яна Малаховского, занимался преимущественно архитектурными работами. Проектировал и руководил реконструкцией и строительством церквей и монастырей, в том числе краковской церкви Святой Варвары.
Интересовали точными науками, вынашивал идею построить Perpetuum Mobile. В 1683—1686 годах издал Польскую геометрию, пособие по теоретической и практической геометрии, призванную служить практическим учебником.
Опубликовал несколько работ о механизма и религии на польском и латинском языках. Первым из поляков, писавших работы в области математики на своем родном языке.

## Избранные публикации

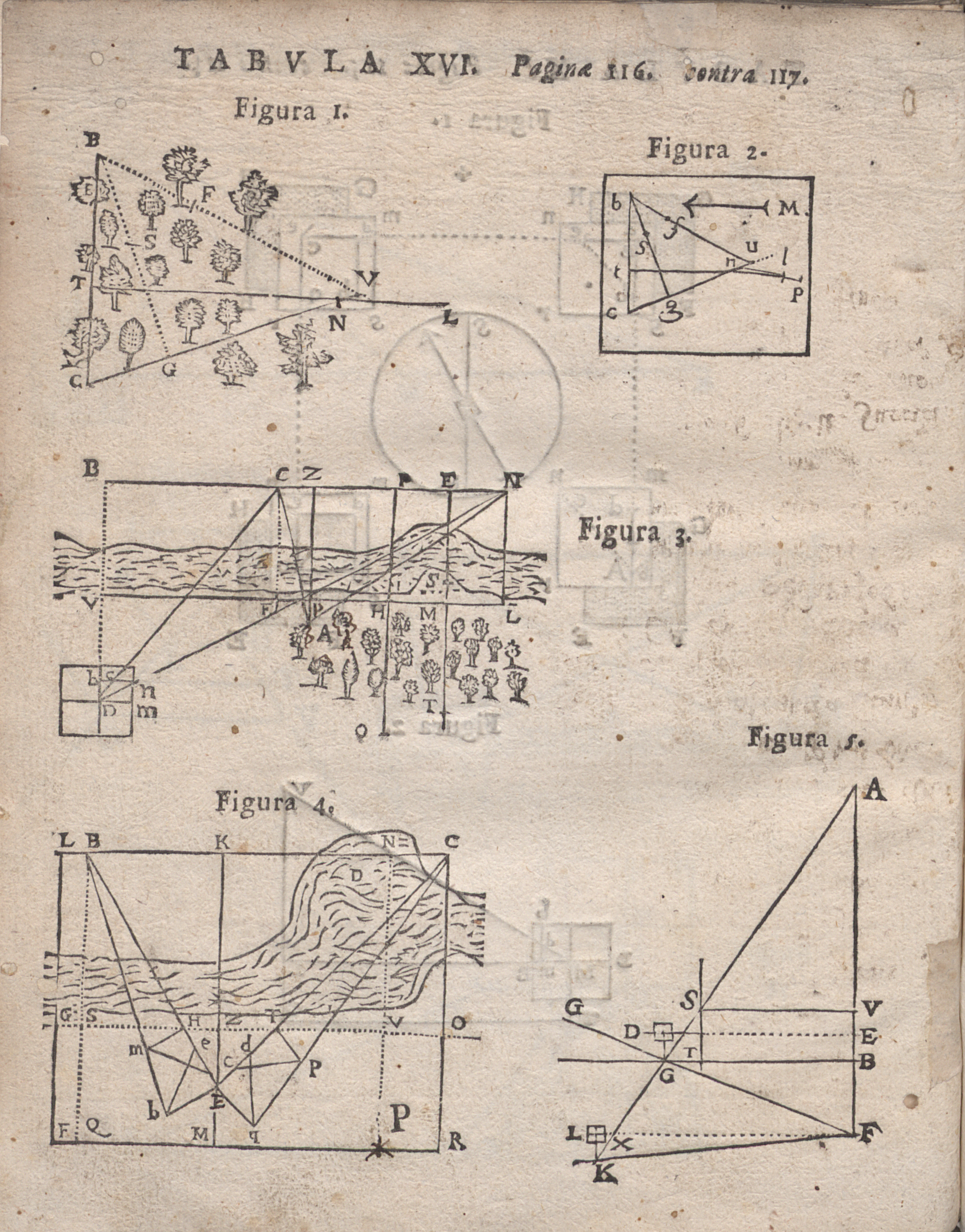
Praxis nova et expeditissima mensurandi geometrice, 1688

- Machina motum perpetuum exhibens, 1661
- Machina exhibendo motui perpetuo artificiali idonea, 1663
- Geometra Polski: Księga 1, Księga 2, Księga 3, 1683—1686
- Architekt Polski, 1688